# Ratna Rajmarg
Der Ratna Rajmarg (Nepali रत्न राजमार्ग; englisch Ratna Highway) ist eine Fernstraße in der südwestlich gelegenen nepalesischen Verwaltungszone Bheri.
Die 115 km lange Überlandstraße führt von der indischen Grenze über Nepalganj nach Kohalpur. Dort kreuzt der Mahendra Rajmarg die Straße. Diese verlässt die Teraiebene und überquert die Siwaliks. Anschließend überquert sie den Fluss Babai und passiert die Stadt Bheriganga, bevor sie ihren Endpunkt, die Distrikthauptstadt von Surkhet, Birendranagar, erreicht.
Ihre Fortsetzung findet die Fernstraße im Karnali Rajmarg, der weiter in den Himalaya hineinführt.